# Pferdeinfluenza
Die Pferdeinfluenza (auch Pferdegrippe genannt) ist eine Tierseuche, die durch Influenza-A-Viren der Subtypen A/H3N8 und A/H7N7 verursacht werden kann. A/H3N8 wurde erstmals 1963 in Miami bei Pferden nachgewiesen, A/H7N7 erstmals 1956 in Prag. Neben Pferden aller Rassen und Zuchten sind auch Esel und Maultiere empfänglich sowie in Einzelfällen auch Menschen.

## Verbreitung
Die Krankheit tritt – mit Ausnahme von Neuseeland und Island – weltweit auf, insbesondere in Regionen mit großem Bestand an Pferden. In Australien gilt die Pferdeinfluenza nach einem Ausbruch im Jahr 2007 als ausgerottet.
Ähnlich wie die echte Grippe beim Menschen, äußert sich die Influenza bei Pferden zunächst durch Appetitlosigkeit und apathisches Verhalten, später durch Nasen- und Augenausfluss sowie durch trockenen Husten und hohes Fieber. Als Komplikationen sind eine Lungenentzündung, die zur Dämpfigkeit führen kann, und eine Herzmuskelentzündung zu nennen.

## Behandlung
Da auch die Influenza des Pferdes zum Beispiel beim Husten über die Luft verbreitet wird, ist die Absonderung erkrankter Tiere von den nicht infizierten Artgenossen empfehlenswert. Ferner können fiebersenkende Medikamente und Antibiotika angezeigt sein, um Folgeerkrankungen durch bakterielle Sekundärinfektionen zu vermeiden.

## Vorbeugung
Es gibt als Prophylaxe mehrere Impfstoffe gegen Pferdeinfluenza, wobei man darauf achten sollte, dass aktuell zirkulierende Impfstämme enthalten sind. Zurzeit ist in Deutschland nur ein Impfstoff verfügbar (Proteq Flu, ProteqFlu-Te), der die beiden von der Weltorganisation für Tiergesundheit (OIE) empfohlenen Influenza-Stämme enthält. Bei Turnierpferden ist eine Influenza-Impfung alle sechs Monate vorgeschrieben und muss im Equidenpass dokumentiert werden.

## Abgrenzung
1933/34 trat in Deutschland eine Krankheit auf, die nach ihrem ersten Auftreten auf der Galopprennbahn Hoppegarten bei Berlin „Hoppegartener Husten“ genannt wurde. Sie wird heute für eine Form der Pferdeinfluenza gehalten. Die „Brüsseler Krankheit“, die ab 1915 in deutschen Pferdelazaretten an der Westfront wütete, war wahrscheinlich eine sekundäre Komplikation der Pferdeinfluenza durch Bakterien. Nicht verwechselt werden darf die Pferdeinfluenza mit der „Brustseuche“ der Pferde.

## Übergang von A/H3N8 auf Hunde
Im Oktober 2005 veröffentlichte die Fachzeitschrift Science eine Studie an US-amerikanischen Hunden, in der die Autoren ein epidemisches Übergreifen der Pferdeinfluenza-Viren vom Typ A/H3N8 speziell auf Jagdhunde beschrieben. Bis dahin galten Hunde generell als weitgehend unempfindlich gegenüber Influenza-Viren.
Der erste bekannt gewordene Ausbruch von A/H3N8 unter Hunden trug sich im Januar 2004 nach einem Hunderennen in Florida zu, als 22 Greyhounds mit Atemwegserkrankungen auffällig wurden und 8 von ihnen an den Folgen der Virusinfektion verendeten. Das Erbgut der Viren wurde von den CDC - Centers for Disease Control and Prevention genau analysiert, es stellte sich als zu 96 Prozent identisch mit bekannten A/H3N8-Stämmen heraus. Die CDC kamen zu dem Schluss, dass das komplette Virus den Sprung über die Artengrenze geschafft habe, also ohne zuvor sein Erbgut mit anderen Influenza-Viren ausgetauscht zu haben.
Nach diesem ersten Nachweis kam es zwischen Juni und August 2004 zu epidemischen Ausbrüchen der Krankheit nach weiteren 14 Hunderennen in sechs US-Bundesstaaten, im Jahr 2005 wurden allein zwischen Januar und Mai 20 Ausbrüche in 11 US-Bundesstaaten registriert. Außerdem ergab eine Stichprobe in Tierkliniken von New York und Florida, dass von 70 an Atemwegserkrankungen leidenden Hunden mehr als 50 mit A/H3N8 infiziert waren.
Auf Grundlage von archivierten Serum-Proben kamen die Wissenschaftler zu dem Schluss, dass das Virus spätestens im Jahr 2000 die Artengrenze übersprungen hatte und dass – wegen der großen Ähnlichkeit aller analysierten Virus-Erbanlagen – der Übergang von Pferden zu Hunden nur ein einziges Mal erfolgte. Danach habe er sich erfolgreich unmittelbar von Hund zu Hund ausgebreitet.
In Australien kam es 2007 zu Übergängen von A/H3N8 auf Hunde, die engen Kontakt mit infizierten Pferden hatten. 2008 wurde von britischen Forschern rekonstruiert, dass ein Infektionsgeschehen bei English Foxhounds im Jahr 2002 ebenfalls auf eine Ansteckung bei Pferden zurückzuführen war.
Auch der Subtyp A/H3N2 wurde wiederholt in Hunden nachgewiesen und wird dann ebenfalls als „Canine Influenza virus (CIV)“ bezeichnet. In klinischen Experimenten erwiesen sich Hunde ferner als hochgradig anfällig für eine Infektion mit A/H5N1-Viren.
Die Erkrankung ist nicht zu verwechseln mit dem unter anderem durch das Parainfluenza-Virus 2 ausgelösten, weit verbreiteten Zwingerhusten-Komplex.

## Übergang von A/H3N8 auf Seehunde
Im Jahr 2011 wurde entlang der Küste der US-amerikanischen Neuengland-Staaten bei Seehunden eine Häufung von Lungenentzündungen festgestellt, an deren Folgen nachweisbar 162 Tiere starben. Eine Obduktion der Kadaver erbrachte Hinweise auf die Anwesenheit einer Variante von A/H3N8-Viren, die derjenigen ähnelte, die seit 2002 in Wasservögeln nachgewiesen worden war. Eine auf natürlichem Wege entstandene Mutation erwies sich als identisch mit einer Mutation, die bis dahin nur aus hochpathogenen Varianten des Influenza-A-Virus H5N1, des Erregers der Vogelgrippe H5N1, bekannt war und die eine Verbreitung per Tröpfcheninfektion erleichtert.

## Übergang von A/H3N8 auf Menschen
Hinsichtlich eines möglichen Übergangs des Subtyps A/H3N8 auf den Menschen belegen nachträgliche serologische Analysen, dass zwischen 1900 und 1917 ein H3N8-Virus auch unter Menschen zirkulierte. Einige Wissenschaftler hatten daraus geschlossen, dass es zuvor zu einer Übertragung vom Pferd auf den Menschen gekommen sein muss; tatsächlich wurde dann 2014 in Nature eine Studie publiziert, der zufolge vermutlich die meisten heute zirkulierenden Gensegmente des Influenza-A-Virus im Jahr 1872 aus einer H3N8-Pferdegrippe über Nutzgeflügel auf den Menschen übergegangen sind. Zudem gibt es seroarchäologische Befunde, denen zufolge es zwischen 1889 und 1893 zu einem durch A/H3N8 verursachten größeren Ausbruch unter Menschen kam.
Im April 2022 wurde aus der Volksrepublik China bekannt, dass weltweit erstmals ein Übergang von A/H3N8 auf den Menschen nachgewiesen wurde. Kurz darauf wurde ein zweiter Übergang – ebenfalls aus China und durch direkten Virusnachweis belegt – der Weltgesundheitsorganisation (WHO) gemeldet und im März 2023 ein dritter Übergang. Diese dritte Person starb am 16. März 2023 an den Folgen einer schweren Lungenentzündung.
Einem Bericht in der Fachzeitschrift Cell zufolge erwies sich ein H3N8-Virusisolat, das von einem Patienten gewonnen worden war, der an einer Lungenentzündung erkrankt war, als über die Luft zwischen Frettchen übertragbar. Frettchen gelten als Modellorganismen für den Menschen bezüglich Influenza.

## Belege
1. ↑  G. H. Waddell et al.: A new influenza virus associated with equine respiratory disease. In: Journal of the American Vet. Med. Association. Band 143, 1963, S. 587–590.
2. ↑  O. Sovinova et al.: Isolation of a virus causing respiratory disease in horses. In: Acta Virologica. Band 2, 1958, S. 52–61.
3. ↑  Weltorganisation für Tiergesundheit: Equine influenza. (Memento vom 16. Oktober 2018 im Internet Archive). Im Original publiziert auf oie.int.
4. ↑  Hinweise zur Influenza bei Pferden. Auf der Website der Deutschen Reiterlichen Vereinigung, 12. Februar 2019.
 ProteqFlu auf der Website der European Medicines Agency, Stand: 17. Oktober 2014, zuletzt abgerufen am 15. April 2024.
5. ↑  Lange: Pferdeinfluenza …, S. 95.
6. ↑  P. C. Crawford et al.: Transmission of Equine Influenza Virus to Dogs. In: Science, Band 310, 2005, S. 482–485; doi:10.1126/science.1117950.
7. ↑  Martin Enserink: Horse Flu Virus Jumps to Dogs. In: Science. Band 309, 2005, S. 2147, doi:10.1126/science.309.5744.2147a.
8. ↑  Peter D. Kirkland et al.: Influenza Virus Transmission from Horses to Dogs, Australia. In: Emerging Infectious Diseases, Band 16, Nr. 4, 2010, S. 699–702, doi:10.3201/eid1604.091489.
9. ↑  Janet M. Daly et al.: Transmission of Equine Influenza Virus to English Foxhounds. In: Emerging Infectious Diseases. Band 14, Nr. 3, 2008, S. 461–464, doi:10.3201/eid1403.070643.
10. ↑  FAQ about the H3N2 strain of canine influenza. (Memento vom 16. Juni 2016 im Internet Archive) Publiziert auf dem Webserver der Cornell University, Stand: April 2015.
11. ↑  Matthias Giese et al.: Experimental Infection and Natural Contact Exposure of Dogs with Avian Influenza Virus (H5N1). In: Emerging Infectious Diseases. Band 14, Nr. 2, 2008, S. 308–310, doi:10.3201/eid1402.070864.
12. ↑  Ying Chen et al.: Dogs are highly susceptible to H5N1 avian influenza virus. In: Virology. Band 405, Nr. 1, 2010, S. 15–19, doi:10.1016/j.virol.2010.05.024.
13. ↑  S. J. Anthony et al.: Emergence of Fatal Avian Influenza in New England Harbor Seals. In: mBio, Band 3, Nr. 4, 2012, e00166-12, doi:10.1128/mBio.00166-12
 New influenza virus from seals highlights the risks of pandemic flu from animals. Auf: eurekalert.org vom 31. Juli 2012.
14. ↑  Erik A. Karlsson et al.: Respiratory transmission of an avian H3N8 influenza virus isolated from a harbour seal. In: Nature Communications. Band 5, Artikel-Nr. 4791, 2014, doi:10.1038/ncomms5791.
15. ↑  Lange: Pferdeinfluenza …, S. 115f.
16. ↑  Michael Worobey, Guan-Zhu Han, Andrew Rambaut: A synchronized global sweep of the internal genes of modern avian influenza virus. In: Nature. Band 508, 2014, S. 254–257, doi:10.1038/nature13016. PMID 24531761.
 Study on flu evolution may change textbooks, history books. Auf: eurekalert.org vom 16. Februar 2014.
17. ↑  Michael Worobey et al.: Genesis and pathogenesis of the 1918 pandemic H1N1. In: PNAS. Band 111, Nr. 22, 2014, S. 8107–8112, doi:10.1073/pnas.1324197111.
18. ↑  WHO: Avian Influenza A(H3N8) – China. Auf: who.int vom 9. Mai 2022.
19. ↑  WHO: Avian Influenza A(H3N8) - China Auf: who.int vom 11. April 2023.
20. ↑  Honglei Sun et al.: Airborne transmission of human-isolated avian H3N8 influenza virus between ferrets. In:  Cell. Band 186, Nr. 19, 2023, S. 4074–4084.e11, doi:10.1016/j.cell.2023.08.011.